# Mozambique Transmission Company
Die Mozambique Transmission Company S.A.R.L. (Abk.: MOTRACO) ist ein mosambikanisches Energieversorgungsunternehmen für den industriellen Energiebedarf der Aluminiumproduktion in Mosambik. Der Firmenverwaltungssitz befindet sich in Maputo. Als Unternehmen ist es seit dem 27. Oktober 2006 mit einem Auslandssitz in Manchester registriert.

## Geschichte
Zwischen der Regierung Mosambiks und dem Unternehmen Alusaf wurde im März 1997 vereinbart, dass in Mosambik ein Aluminiumwerk errichtet werden soll.
Die mosambikanische Regierung genehmigte im März 1998 das Projekt „Motraco“ mit einigen Steuervorteilen.
MOTRACO wurde im Oktober 1998 von drei Aktionären, der Electricidade de Moçambique (EDM), Eskom Holdings Limited und der Swaziland Electricity Company (SEC) (seit 2018 Eswatini Electricity Company) gegründet. Die Anteilseigner halten gleiche Geschäftsanteile an MOTRACO.

## Unternehmenstätigkeit
Das Hauptgeschäft von MOTRACO besteht im Einkauf der Elektroenergie von der Eskom in Südafrika, um den Aluminiumschmelzanlagen von Mozal die erforderliche Betriebsenergie zur Verfügung zu stellen. Die benötigte Energie wurde ursprünglich im Wasserkraftwerk Cahora-Bassa (HCB) erzeugt, das in der mosambikanischen Provinz Tete liegt. Mit der HGÜ Cahora Bassa kam der Strom in das südafrikanische Netz von Eskom. Von da übernahm MOTRACO die für Mozal benötigte Energie. Inzwischen geschieht die Erzeugung des Energiebedarfs von Mozal überwiegend im Kohlekraftwerk Arnot auf südafrikanischem Territorium. Ferner sind an den Lieferungen das Kraftwerk Hendrina und das Kraftwerk Camden beteiligt. Die Übertragung erfolgt bis Maputo mit 400-kV-Leitungen. Vom Kraftwerk Camden, südöstlich von Ermelo, verläuft die Fernleitung über das Territorium von Eswatini, wo es in Edwaleni eine Zwischenstation gibt.
Die Netzinfrastruktur besteht aus 400-kV-Umspannstationen und Übertragungsleitungen (565 Kilometer) mit einer Spannung von 132 kV und 400 kV. Diese Infrastruktur befindet sich im Eigentum von MOTRACO. Zudem unterhält Motraco grenzüberschreitende digitale Datenübertragungsanlagen nach Südafrika und Eswatini.
Gemeinsam mit der staatlichen EDM dominiert die MONTRACO den Elektroübertragungssektor in Mosambik.